# Legió perduda
La legió perduda de Cras, o simplement la legió perduda, és el nom amb que es coneix a una hipotètica legió romana composta per part dels prop de 10.000 legionaris fets presoners després de la batalla de Carres pels parts l'any 53 aC. Aquesta legió, «perduda» per als historiadors romans, reapareixeria suposadament en les cròniques xineses l'any 36 aC

## Els fets
Durant l'època de l'aliança entre Juli César, Pompeu i Cras, aquest últim es va fer càrrec de la campanya contra els parts i va avançar per l'actual Turquia al capdavant d'un imponent exèrcit de 42.000 soldats; els romans que lideren van estar composts per set legions, 4.000 arquers i 4.000 genets gals, i es van creure capaços d'escarmentar a la temuda cavalleria parta, que és el cos principal de l'exèrcit enemic. Però aquests van ser derrotats en Carrhae (l'actual Haran, Turquia) per l'exèrcit part, sent humiliat l'exèrcit més poderós del món de llavors, van donar mort a Cras i van fer presoners a més de 10.000 dels seus soldats.
A cavall entre la realitat i la llegenda, se sap per Plutarc i Plini el Vell que aquests homes van ser conduïts a l'extrem oriental de l'Imperi part, en l'antiga Bactriana (l'actual Afganistan), sent la majoria esclavitzats o condemnats a treballs forçats. Però els parts van conservar algunes unitats disposades a seguir combatent a canvi de no ser condemnats a mort o a l'esclavitud. Així, una part de la legió captiva va ser manada a les proximitats del riu Oxus (avui Amu Daria) en la Bactriana (l'actual Turkmenistan) per lluitar contra els huns, desapareixent allí el seu rastre. El cas és que, després de la signatura de pau entre romans i parts l'any 20 aC, es va establir el retorn dels presoners, però ja llavors es desconeixia totalment on estaven els efectius supervivents de les derrotades legions de Carrhae, malgrat els esforços que es van dedicar a la recuperació dels soldats capturats.

## La hipòtesi de Li Jien
El 1955, l'historiador i sinòleg estatunidenc Homer Hasenpflug Dubs, en una conferència impartida a Londres titulada «Una ciutat romana en l'antiga Xina», va afirmar haver trobat la destinació d'aquests legionaris, encaixant les dades de Plutarc i Plini el Vell amb les cròniques històriques de la dinastia Han, que va regnar en l'Imperi Han de la Xina entre els anys 25 i 220 de la nostra era.
Segons aquest investigador, la legió perduda reapareix en les cròniques xineses de la dinastia Han l'any 36 aC En aquest any el general Gan Yanshou va emprendre una campanya militar als territoris fronterers occidentals, l'actual província de Sinkiang, contra els nòmades xiongnu, antecessors dels huns, per Bactria i el riu Oxus. Les cròniques d'aquesta campanya, que ha arribat a través de l'historiador i biògraf del general xinès Gan Yanshou, Ban Gu, que va participar en aquella contesa, han fet pensar a alguns experts que els defensors de la ciutat de Zhizhi (actual Dzhambul, prop de Taskent, a l'Uzbekistan), eren membres de la legió perduda.
En aquestes cròniques s'esmenta una batalla lliurada per aquesta ciutat entre l'exèrcit xinès i un estrany contingent constituït per soldats veterans, molt disciplinat i protegit en una fortalesa de fusta de forma quadricular que protegia l'assentament. S'assenyala que aquests usaven fortificacions d'estacades rectangulars i que obstaculitzen en combat perfectament organitzats («alineats i desplegats en una formació com d'escates de peix») en la porta de la ciutat, la qual cosa recorda a la tortuga romana, en la qual els infants es protegeixen els uns als altres formant amb els escuts una espècie de cuirassa.
La ciutat de Zhizhi va ser presa finalment i els 1.000 presoners estrangers van ser deportats a la Xina i assentats en la ubicació de l'actual Yongchang (província de Gansu, Xina), en el desert del Gobi, per protegir les fronteres de l'imperi xinès i als seus habitants de les incursions tibetanes.
Però l'antic nom de Zhelaizhai, que es troba a la província de Gansu, ha acabat per treure a la llum al cap de dos mil anys la història de la legió perduda. El nou lloc en què van ser assentats els presoners va ser anomenat per decret imperial Li-Jien o Liqian; el topònim, documentat per primera vegada l'any 5 d. C., no és sinó una variant xinesa de «Legió», un nom que a més era l'usat pels xinesos per referir-se a Roma des que els antics xinesos van tenir notícies de la seva opulència i poder a través dels seus comerciants a Alexandria. A més, crida l'atenció aquest topònim doncs era extremadament rar que els xinesos donessin a les seves ciutats noms estrangers. Anys més tard, seguint la tendència confuciana a la rectificació dels noms, el lloc va ser reanomenat com Jie-lu, que significa "captius".
Alguns creuen que els descendents d'aquest contingent va ser derrotats i arrasats en el segle viii per tropes tibetanes, que per aquell temps eren mercenaris terribles, autèntics senyors de la guerra, però els estudis genètics fets a Li Jian donen motiu a pensar altres coses.
El 2001, els diaris Los Angeles Times i L'Express van treure a la llum unes dades que identificaven un poblat remot com a punt final de l'aventura dels legionaris de Cras, demostrant importants diferències físiques entre els nadius de la zona i la resta dels xinesos. Des de llavors, les anàlisis d'ADN realitzades per la Universitat de Lanzhou confirmen que un 46 per cent dels habitants de Zhelaizhai —entre els quals hi ha ciutadans amb ulls blaus i verds, pèls arrissats i/o de color castany i pèl-roig, i gent amb nassos aquilins— mostraven una curiosa afinitat genètica amb poblacions europees, segons va informar el setmanari francès. Fa anys es van trobar entorn de cent esquelets de fa més de mil anys amb una altura mitjana superior als 180 centímetres.
L'existència de la legió perduda compta amb les evidències bibliogràfiques; les anàlisis d'ADN realitzades a la població i les restes romanes oposades en excavacions arqueològiques (monedes, ceràmica, cascos i una gran pedra cúbica que alberga misterioses restes d'estil occidental, a més de les restes d'una fortalesa, amb 30 metres de longitud i mig metre d'alt, que segons els nadius fins fa poc més de 30 anys, mesurava més de 100 metres de longitud i era molt més alta. Però no existeix una certesa concloent de la presència romana durant aquest període en la Xina imperial, tenint en compte que Li-Jien va ser un lloc avançat que va estar localitzat dins de l'antiga ruta de la seda. En aquest sentit, falten més estudis.

## En la literatura
Ben Kane, escriptor de novel·les històriques, tracta la història d'aquesta legió en la seva trilogia formada per "The Forgotten Legion"("La Legió Oblidada", edicions B, 2009), "The Silver Eagle"("L'Àguila Platejada", edicions B) i "Road To Rome" ("Camí a Roma", edicions B). És en el segon llibre ("L'Àguila de Plata") on es narra el succeït a la Legió Perduda, després d'haver-se convertit en presoners parts.
Santiago Posteguillo, escriptor de dues trilogies sobre la Roma antiga, aborda aquest tema en el tercer i últim llibre de la trilogia sobre l'emperador Trajà, publicat el 23 de febrer de 2016 amb el títol "La legió perduda"
Valerio Massimo Manfredi va escriure l'any 2005 la novel·la "L'Imperi dels dracs" en el qual es narra com va ser capturat, l'any 259 d. C., pels Perses Sassànides l'emperador romà Valerià. A aquest li acompanyen en la seva captivitat diversos legionaris i pretorians els qui després de la mort de l'emperador aconsegueixen escapar cap a l'est gràcies a l'ajuda d'un comerciant indi al costat d'un misteriós personatge d'origen xinès. Cap a aquest país s'encaminen els supervivents romans i allí viuran grans aventures, trobant als descendents dels supervivents de la Legió perduda.
Anastassia Espinel Suares va escriure l'any 2014 la quarta part de la seva saga "Aventures en els confins del Món Romà" sobre les aventures del jove aristòcrata Publio Emilio Camilo, titulada "Publio i la Legió Perduda". La trama de la novel·la es basa en la signatura del tractat de pau entre Cèsar August i el rei de Partia Fraates IV; Publio, el protagonista de la història, forma part d'una missió diplomàtica romana que recorre el territori de l'Imperi Part a la recerca dels seus compatriotes de la Legió Perduda.